# プシェミスワフ・ティトン
プシェミスワフ・ティトン（Przemysław Tytoń 発音: [pʂɛˈmɨswaf ˈtɨtɔɲ], 1987年1月4日- ）は、ポーランド・ザモシチ出身のサッカー選手。FCトゥウェンテ所属。ポジションはゴールキーパー。

## 経歴

### クラブ

#### 初期
グルニク・ウェンチナでキャリアを開始すると翌2006-07シーズンには正GKの座を掴むも、シーズン終了後にチームが八百長に関与したことが発覚したことで3部への降格処罰が下された。そのため、ティトンはクラブとの契約を解除するためにポーランドサッカー協会（en）へ掛け合い、最終的に2007年8月6日に自由移籍でオランダ1部のローダJCと5年契約を締結した。
ローダでは、正GKブラム・カストロ（en）の存在から出場機会が限られており、2008年3月29日のヘラクレス・アルメロ戦（0-0）でようやく初出場を飾るも、翌2008-09シーズンの出場が訪れなかった。また、2010年1月頃からカストロから定位置を奪うことに成功し、リーグで最も優秀なGKの1人として見られる 程の活躍を見せて暫くの間ゴールを守っていたが、ポーランド代表に招集された際に合宿中に負傷してしまい、2011年3月下旬に肩の手術を受けることとなった。

#### PSV
このように2010-11シーズンは負傷によりシーズン途中での離脱となったが、それまでの活躍から複数のクラブから興味を示され、特にベルギー1部のKRCヘンクが獲得に近づいていると報じられており、最終的に2011年8月16日に買い取りオプション付きで同国1部の強豪PSVアイントホーフェンと1年の期限付き移籍が決定。加入1季目の2011-12シーズン開幕戦からアンドレーアス・イサクソンとの定位置争いに勝利して出場を重ねていったが、2011年9月18日のアヤックス・アムステルダム戦でクロスを処理する際に同僚ティモシー・デライク（en）の膝が頭部に直撃し、前半44分に担架で救急車に乗せられてピッチを去った。精密検査の結果、脳震盪以上に深刻な障害は認められなかったため、翌日には退院を許可され、UEFAヨーロッパリーグ 2011-12のFCラピド・ブカレスト戦（2-1）で復帰を果たした。負傷の影響からイサクションに一時的にポジションを譲ることとなったものの、それまでの活躍が認められて移籍金270万ユーロで同クラブへ4年契約で完全移籍を果たした。2012年3月にフレット・ルッテン監督に代わってフィリップ・コクー監督が暫定的に就任すると正GKの座を取り戻すことに成功し、KNVBカップ準決勝のSCヘーレンフェーン戦（3-1）では得点王バス・ドストのペナルティーキックを防いで決勝戦進出に貢献、それまで幾度もPKを止めていたことからメディアやファンにペナルティー・キラーと認識されるようになった。同大会決勝のヘラクレス・アルメロ戦（3-0）にも出場してタイトルを獲得し、リーグ戦ではイサクションの牙城を崩して12試合に出場した。
2012-13シーズン前にイサクションが退団したことで背番号1を渡され、正GKとしてシーズンを開始したが、リーグ戦5試合に出場後、ディック・アドフォカート新監督はGKの1番手に新加入のボイ・ヴァーテルマンを選択したことで控えの日々が続くようになった。翌2013-14シーズンはヴァーテルマンが退団し、自身が正GKだった時のコクー監督が新就任となったものの、今度は期限付き移籍から復帰したイェルーン・ズートとの定位置争いに敗れて控えとなった。そのような状況下で2013年9月28日のAZアルクマール戦中にズートが股関節痛により途中出場 し、以降は正GKを任されていたが、10月28日の古巣ローダ戦で試合終了間際にフリーキックを防いだ際にゴールポストに頭部を直撃し、意識はあったものの軽度の脳震盪により起き上がることが出来ず、担架で救急車に乗せられてピッチを去った。

#### エルチェ
2014年7月4日、エルチェCFに買い取りオプション付きでの1年間のレンタル移籍が決定した。

#### シュトゥットガルト
2015年6月24日、VfBシュトゥットガルトへ2017年6月までの2年契約で完全移籍した。

#### デポルティーボ・ラ・コルーニャ
2016年6月30日、デポルティーボ・ラ・コルーニャに3年契約で移籍した。

#### FCシンシナティ
2018年12月13日、FCシンシナティへの移籍が発表された。

#### アヤックス
2022年3月7日、アヤックス・アムステルダムに移籍した。

#### トゥウェンテ
2022年5月23日、FCトゥウェンテに移籍した。

### 代表
2010年5月29日のフィンランド戦でポーランド代表初出場を飾り、その後、UEFA EURO 2012では当初3番手として見られていたが、ウカシュ・ファビアンスキが肩の負傷で辞退したためヴォイチェフ・シュチェスニーに次ぐ2番手として参加した。ギリシャとの開幕戦で68分にシュチェスニーがディミトリオス・サルピンギディスを倒してペナルティーキックを献上し、さらにレッドカードにより1発退場したことで途中出場すると、ギオルゴス・カラグーニスのPKを見事に止め、その後も無失点に抑える活躍を見せた ティトンのようにPKを止めるために途中出場して成功したのは、UEFA欧州選手権史上初 のことであり、試合後にティトンはPKの場面を振り返って、「夢のようだった。神様に感謝しなければいけないね」と語った。次のロシア戦も正GKを務め、グループリーグ最後のチェコ戦にはシュチェスニーが出場停止から復帰したが、定位置を譲ることなく大会を後にした。

## タイトル
PSVアイントホーフェン
- KNVBカップ : 2011-12
- ヨハン・クライフ・スハール : 2012

アヤックス・アムステルダム
- エールディヴィジ : 2021-22